# Stor-Gåstjärnen, Hälsingland
Stor-Gåstjärnen är en sjö i Hudiksvalls kommun i Hälsingland och ingår i Nianåns huvudavrinningsområde. Den avvattnas av Svartbäcken som mynnar I Nianån strax väster om Näcksjö.